# PKP klass ED72
ED72 är en polsk motorvagn som opereras av regionaltrafikbolaget Przewozy Regionalne inom den statliga polska järnvägsoperatören (PKP).
21 enheter byggdes av Pafawag 1993-1997.